# William Samuel Waithman Ruschenberger
Dr. William Samuel Waithman Ruschenberger (*1807-1895) fue un naturalista, inventor, médico cirujano de United States Army Medical Corps. Fue miembro de la Academy of Natural Sciences de Filadelfia. Sirvió como cirujano embarcado en varias naves militares de USN. Y fue miembro del Consejo de Nombramientos, cuyo propósito era fijar reglas y planes para la United States Naval Academy. Con el inicio de la guerra civil estadounidense, es designado cirujano jefe de la Boston Navy Yard. El Dr. Ruschenberger, USN, dejó el servicio activo como comodoro.

## Algunas publicaciones

### Libros
- A Voyage Around the World: Including an Embassy to Muscat and Siam, in 1835, 1836, and 1837. Adamant Media Corporation, mayo 2001. 563 pp.

- La abreviatura «Ruschenb.» se emplea para indicar a William Samuel Waithman Ruschenberger como autoridad en la descripción y clasificación científica de los vegetales.[1]

## Legado
Una especie de boa del Nuevo Mundo, Corallus ruschenbergerii, recibe su nombre en su honor.